# Antoinette de Saliès
Antoinette de Saliès, född 1639, död 1730, var en fransk författare. Hon tillhör dem som har räknats till preciöserna.  
Hon utgav romaner och dikter. Hon mottogs 1689 vid Ricovrati-akademin i Padua. 